# My Life's Been a Country Song
My Life's Been a Country Song es el cuarto álbum de estudio del cantante estadounidense Chris Cagle, lanzado el 19 de febrero de 2008 por el sello Capitol Records Nashville. El primer sencillo «What Kinda Gone» ocupó el tercer lugar en las listas de música country en abril de 2008. Mientras que el segundo, «No Love Songs», entró en el puesto número 53 y el tercer sencillo, «Never Ever Gone», no logró posicionarse en ninguna.
El disco debutó en el conteo estadounidense Billboard 200, vendiendo 37 000 copias en su primera semana. Además entró en la lista Top Country Albums de Billoboard. Es el último álbum con la discográfica Capitol.
El cantante Josh Gracin grabó el tema «I Don't Wanna Live» para su álbum We Weren't Crazy (2008) como «I Don't Want to Live». También «Keep Me From Loving You» fue versionado por el artista Clay Walker para su disco de 2010, She Won't Be Lonely Long.

## Lista de canciones
| N.º | Título                          | Escritor(es)                                | Duración |  |
| 1.  | «What Kinda Gone»               | Chip Davis, Dave Berg, Candy Cameron        | 3:01     |  |
| 2.  | «No Love Songs»                 | George Teren, Craig Wiseman                 | 3:58     |  |
| 3.  | «It's Good to Be Back»          | Andy Childs, Steve Mandile                  | 3:17     |  |
| 4.  | «I Don't Wanna Live»            | Brett James, Blair Daly                     | 3:37     |  |
| 5.  | «Never Ever Gone»               | Michael Dulaney, Neil Thrasher, Tom Shapiro | 3:01     |  |
| 6.  | «If It Isn't One Thing»         | Teren, Monty Criswell                       | 3:42     |  |
| 7.  | «Keep Me from Loving You»       | Lisa Hentrich, Thrasher, Wendell Mobley     | 3:06     |  |
| 8.  | «Little Sundress»               | Dallas Davidson, Rhett Akins                | 4:01     |  |
| 9.  | «My Heart Move On»              | James, Daly                                 | 4:11     |  |
| 10. | «My Life's Been a Country Song» | John Wiggins, Clay Mills                    | 3:17     |  |
| 11. | «Change Me»                     | John Kennedy, Tammi Kidd, Gregory Becker    | 3:55     |  |

## Posicionamiento en listas

### Álbum
| Lista (2008)                        | Posición |
| ----------------------------------- | -------- |
| EE. UU Billboard Top Country Albums | 1        |
| EE. UU Billboard 200                | 8        |

### Sencillos
| Año                                             | Sencillo          | Posición          | Posición          | Posición | Posición         |
| Año                                             | Sencillo          | Hot Country Songs | Billboard Hot 100 | Pop 100  | Canadian Hot 100 |
| ----------------------------------------------- | ----------------- | ----------------- | ----------------- | -------- | ---------------- |
| 2007                                            | «What Kinda Gone» | 3                 | 54                | 96       | 69               |
| 2008                                            | «No Love Songs»   | 53                | —                 | —        | —                |
| 2008                                            | «Never Ever Gone» | —                 | —                 | —        | —                |
| "—" denota publicaciones que no se posicionaron |                   |                   |                   |          |                  |

## Personal
- Tom Bukovac – guitarra eléctrica
- John Carroll – guitarra eléctrica
- Perry Coleman – corista
- Eric Darken – percusión
- Kenny Greenberg – guitarra eléctrica
- Troy Lancaster – guitarra eléctrica
- B. James Lowry – Guitarra acústica
- Greg Morrow – batería, percusión
- Gordon Mote – piano, órgano Hammond
- Jimmie Lee Sloas – bajo
- Harry Stinson – corista
- Russell Terrell – corista
- Neil Thrasher – corista
- Jonathan Yudkin – viola de arco, mandolina